# Baiana do Pina

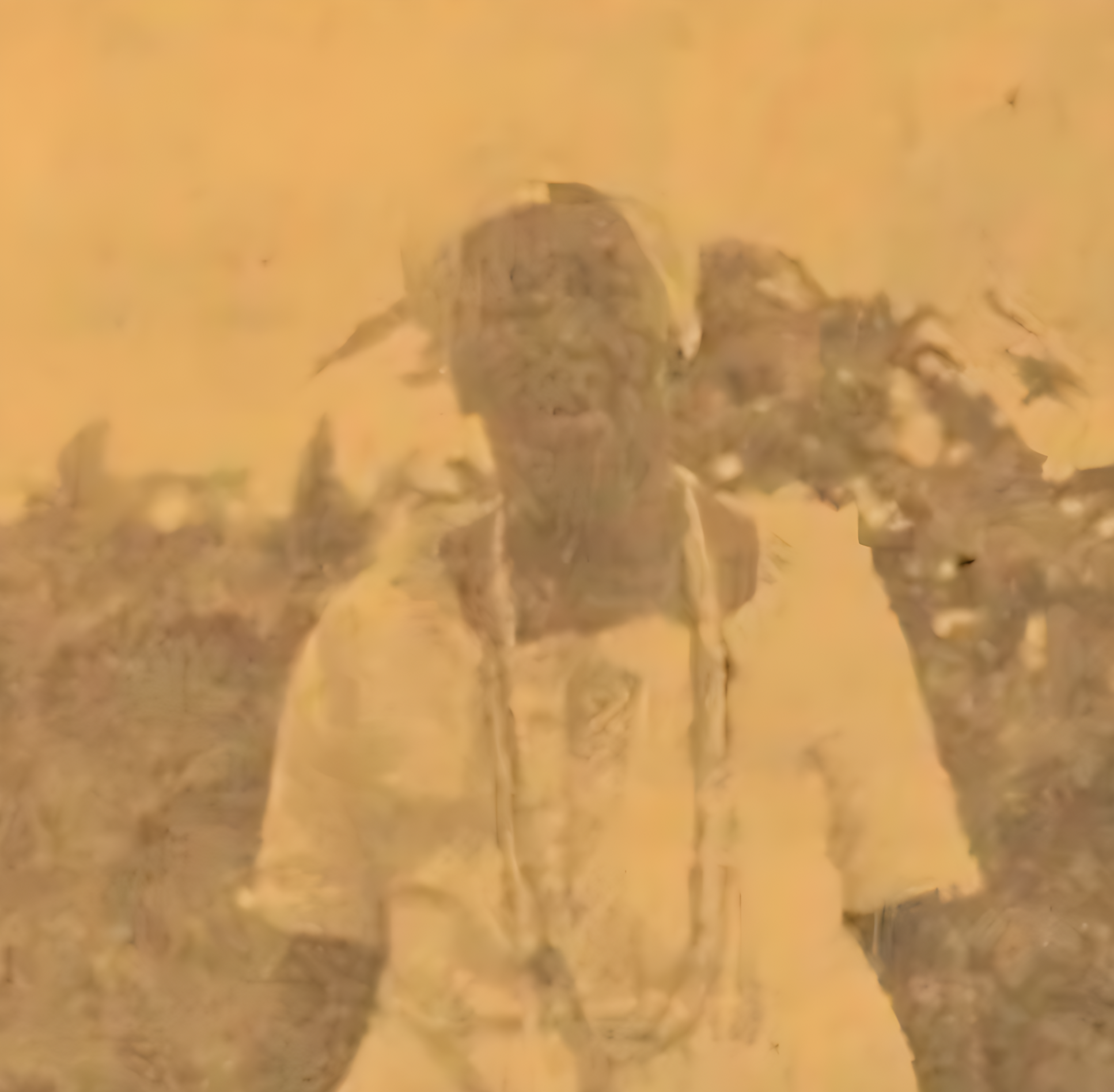
Baiana do Pina

Fortunata Maria da Conceição mais conhecida como Baiana do Pina, foi uma sacerdotisa das religiões afro-brasileiras filha de Oxum e Oyá, no Xangô do Recife, dizia-se proveniente da Costa da África em entrevista a Pedro Cavalcanti, em 1932, teria morado no Rio de Janeiro, Bahia e Alagoas.  e finalmente fixou residência no Recife.
Nomeada no Brasil como Fortunata Maria da Conceição e na África sob o nome de "Uelefun", era natural de Addis Abeba, na região da etiópia na áfrica. Nasceu dia 05 de dezembro de 1811, casou-se aos 30 anos e viveu em sua cidade natal até os 40 anos de idade. 
Quando se estabeleceu no Recife, abriu seu ilê na rua do Jasmim n 36 no bairro do pina, onde Fortunata imperou como mãe estremecida de incalculável número de filhos na seita africana.Grande parte da população afro-descendente consolidou sua organização em torno dessa liderança do Xangô, sempre disfarçando com o catolicismo sua identidade religiosa, mantendo viva a tradição cultural. 
Era de tradição nagô, filha dos orixás Oxum com Oya. Foi iniciadora de mais dois terreiros no Recife, de Pai Gentil no totó, e o do seu filho José Gomes da Silva (Neri) no Jacaré. No ano de 1937 Fortunata foi eleita em um encontro com mais de 35 babalorixás para integrar uma comissão de cinco membros que iria fazer a interlocução com o poder público nos tempos de repressão da ditadura Vargas.. 	Em 24/03/1943 faleceu a baiana do Pina, deixando um grande legado.

## Biografia
Foi a primeira ialorixá de José Gomes de Lima – Zezinho da Boa Viagem, que mais tarde foi iniciado por Tata Fomotinho em São João de Meriti, Rio de Janeiro. 
Foi parteira e primeira Sacerdotisa de Heraldo Sanches de Araújo (Doté Heraldo de Xangô), que nasceu no Ariaxé de Mãe Baiana do Pina e logo após seu nascimento foi recolhido e iniciado por ela nos ritos da Nação Nagô, sendo portanto Abiaxé de sua Casa.
No Recife é possível encontrar uma linha do tempo de sua linhagem que permanece viva:
Mãe Maria